# Samsung Galaxy Tab A7
Samsung Galaxy Tab A7 — планшетный компьютер на Android среднего класса, разработанный Samsung Electronics. Он состоит из двух вариантов: Samsung Galaxy Tab A7 2020 и Samsung Galaxy Tab A7 Lite.

## История
Samsung анонсировала Galaxy Tab A7 2020 2 сентября 2020 года и выпустила его 11 сентября 2020 года. Samsung Galaxy Tab A7 Lite был уменьшенной, более компактной и доступной версией. Об этом было объявлено 27 мая 2021 года, а выпущено — 18 июня 2021 года.

## Функции
Samsung Galaxy Tab A7 оснащен IPS-экраном с диагональю 10,4 дюйма (26 см) (экран больше, чем у предыдущего Galaxy Tab A), аккумулятором емкостью 7040 мАч и функцией распознавания лиц. SM-T505 и SM-T225 имеют возможность подключения к мобильной сети LTE, в отличие от SM-T500 и SM-T220.
A7 имеет 3 варианта отделки: темно-серый, серебристый и золотой. Dolby Atmos реализован в конфигурации с четырьмя динамиками. Планшет также имеет яркость до 329 нит, возможности разделения экрана и поддержку «картинка в картинке». A7 может обновиться до Android 12 с предыдущей версии Android 10. A7 оснащен 8-мегапиксельной задней камерой с автофокусом и 5-мегапиксельной фронтальной камерой с датчиком внешней освещенности.

## Аппаратное обеспечение
Samsung Galaxy Tab A7 LTE использует экран IPS с разрешением 1200x2000 пикселей, поддерживает подключение LTE, использует технологию оперативной памяти LPDDR4X и поддерживает до 3 ГБ памяти и 32 ГБ ПЗУ. Технология eMMC 5.1, быстрая зарядка 15 Вт USB-C 2.0, аккумулятор емкостью li-po 7040 мАч с мощным 8-ядерным процессором Snapdragon 662 среднего класса с частотой 2,0 ГГц и графическим процессором Adreno 610. 4 стереодинамика, поддержка порта аудиоразъема 3,5 мм. Версия SM-T500 (только Wi-Fi) и SM-T505 (LTE).
- Литий-полимерный аккумулятор 7040 мАч
- IPS 10,4", разрешение 1200x2000 пикселей
- Snapdragon 662 11-нм 8-ядерный процессор с частотой 2,0 ГГц
- 3 ГБ ОЗУ LPDDRX4 и 32 ГБ ПЗУ для версии eMMC5.1
- Графический процессор Adreno 610
- Основная камера 8MP в 1080p и селфи-камера 5MP@1080p
- microSD до 1 ТБ внешней памяти
- Версия USB-C 2.0 с быстрой зарядкой 15 Вт
- 4 стереодинамика + 3,5-мм аудиоразъем

### Samsung Galaxy Tab A7 Lite
Более легкий вариант имеет размер экрана 8,7 дюйма (22 см), аккумулятор емкостью 5100 мАч, 8-мегапиксельную камеру с автофокусом и 2-мегапиксельную камеру с фиксированным фокусным расстоянием. Он использует чипсет MediaTek Helio P22T и графический чип PowerVR GE8320.